# Photedes fulva
Photedes fulva là một loài bướm đêm trong họ Noctuidae.